# Церковь Казанской иконы Божией Матери (Гуково)
Церковь Спаса Преображения — православный храм в городе Гуково, Ростовской области, Шахтинская и Миллеровская епархия, Гуковское благочиние Русской Православной церкви.
Адрес: 347880, Ростовская область, Красносулинский район, г. Гуково, ул. Магистральная, 2.

## История
В 1989 году в городе Гуково Ростовской области была образована православная община. Первые богослужения проходили в частном доме. Позднее городской исполком выделил для прихода земельный участок под строительство нового молитвенного дома. Прихожане купили два деревянных дачных домика. На тракторе их перевезли на новое место недалеко от городского автовокзала. В этих домиках совершались первые богослужения.
На выделенной территории для будущего храма находился скифский курган. На кургане прихожане водрузили православный крест, ставший символом возрождения церковной жизни в городе Гуково. Летом 1990 года строители заложили фундамент под строительство храма, однако в 1993 году на скифском кургане начались археологические раскопки. В связи с проводимыми раскопками, главный архитектор города Гуково предложил прихожанам новый земельный участок. Приходу пришлось совершить переезд на новое место.
В 1994 году на предоставленной новой территории, площадью почти в один гектар, был построен молитвенный дом. Его освятили в честь Казанской иконы Божией Матери. Для храма были написаны иконы иконостаса, сделаны резные деревянные киоты. К 2000-летия Рождества Христова здание храма было расширено, к нему были пристроены два придела. Для храма был написан храмовый образ и помещен в специальный напольный киот в виде часовни. В 2001 году в храме были установлены купола. Храм пятиглавый с позолоченными куполами.
31 января 2002 была зарегистрирована организация Приход храма Казанской иконы Божьей матери Шахтинской и Миллеровской епархии Гуковского благочиния Русской Православной церкви. При храме Казанской иконы Божией Матери функционирует центр социальной помощи семьи, работает благотворительная столовая, воскресная школа.

## Духовенство
Игумен Филарет (в миру — Авдюшкин Сергей Юрьевич) родился 15 апреля 1966 года.
В 1992 году назначен настоятелем храма Казанской иконы Божией Матери в г. Гуково. Под его руководством проходило строительство храма. В 1999 году был награждён наперсным крестом.
5 октября 2005 года назначен настоятелем Свято-Вознесенского войскового кафедрального собора.
В настоящее время настоятель храма Казанской иконы Божией Матери — протоиерей Левченко Александр Павлович.